# Cortinarius sulphureus
Cortinarius sulphureus är en svampart som beskrevs av Lindgr. 1845. Cortinarius sulphureus ingår i släktet Cortinarius och familjen spindlingar.   Inga underarter finns listade i Catalogue of Life.